# Livrea (trasporti)
In ambito di trasporti, per livrea si intende lo schema di coloritura di un mezzo di trasporto, come un treno, un autobus o un aereo.
La livrea di un mezzo di trasporto pubblico spesso rispecchia i colori dell'azienda/società di appartenenza, o della nazione che ha in gestione quel veicolo, come per esempio la livrea tricolore di Trenitalia, applicata su un ETR.500 in occasione dei 150 anni dell'Unità d'Italia, oppure i treni ETR.425 ad uso regionale, i quali adottano la livrea Leonardo Express, e anch'essa riporta i colori della bandiera italiana.

## Utilizzo odierno in ambito ferroviario
Per prima cosa viene effettuata la riparazione della cassa (qualora fosse necessario); poi viene effettuata l'applicazione di un fondo protettivo, e alla fine viene eseguita la verniciatura (o ripellicolazione), nonché l'applicazione di pellicole decorative antigraffiti.
Ad oggi, la livrea viene applicata principalmente con pellicole polimeriche speciali, di facile installazione e pulizia, meno problematiche rispetto al vecchio metodo di pittura con dime di sagoma.

### Altre identificazioni derivate dalla livrea

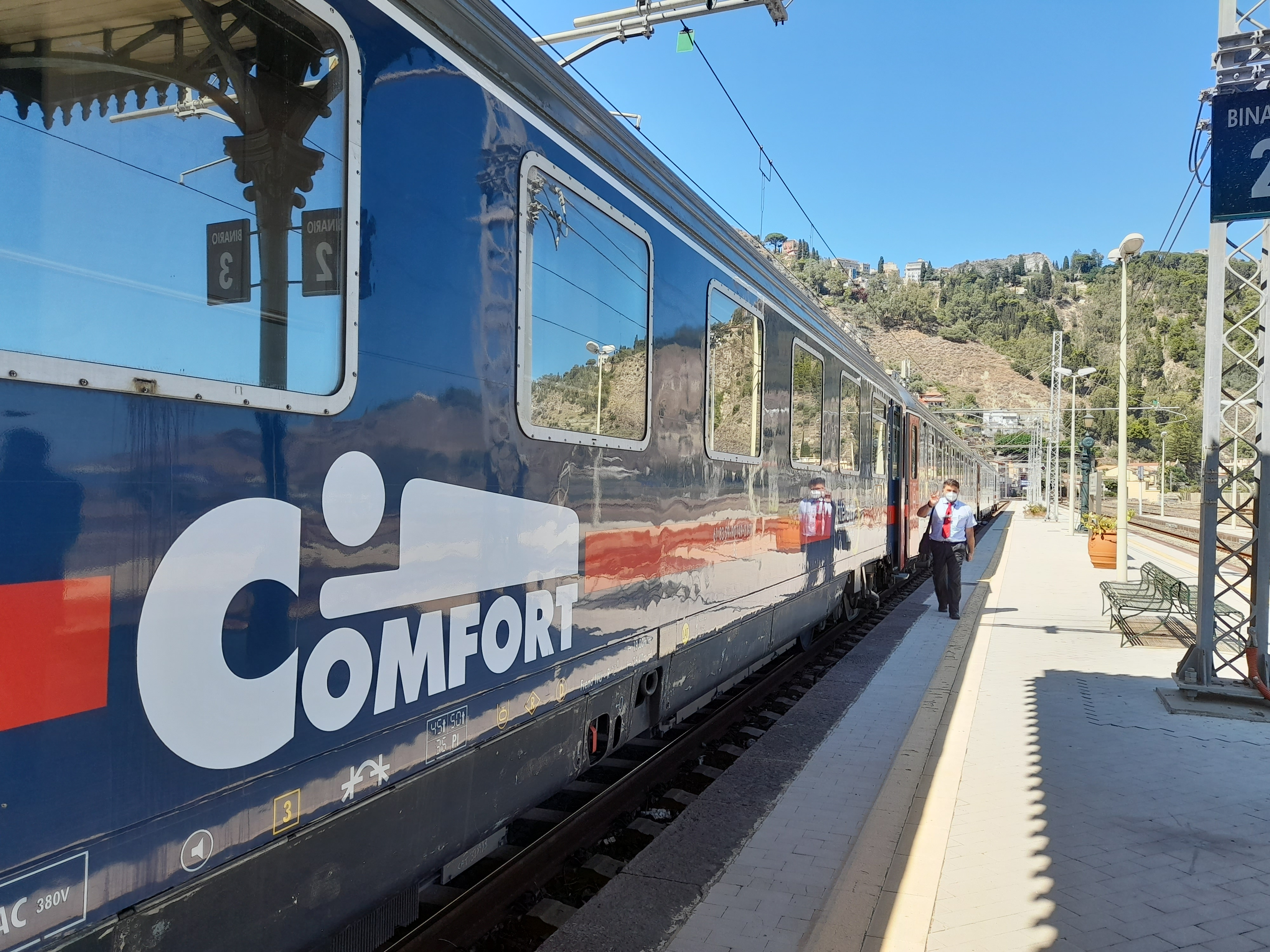
Il pittogramma indicante il servizio cuccette, offerto dalla carrozza UIC-X di Trenitalia.

Oltre ai colori stessi della livrea, che rispecchiano la Nazione o l'azienda di appartenenza, ed al logo dell'azienda/società detentrice dei rotabili ferroviari, viene applicato anche un pittogramma, indicante il tipo di servizio che offre quel determinato rotabile ferroviario, come nel caso della nuova livrea "InterCity Notte" di Trenitalia, dedicata alle carrozze UIC-X, la quale prevede il logo del tipo di servizio offerto (un omino coricato al letto), ovvero le cuccette.
La medesima livrea è stata adottata anche per le carrozze UIC-Z1 e Gran Confort, ma questa volta con il pittogramma di un omino seduto, il quale indica che per le suddette carrozze sono disponibili solamente i posti a sedere.